# Sant'Antonino (Alta Córcega)
Sant'Antonino es una comuna y población de Francia, en la región de Córcega, departamento de Alta Córcega, en el distrito de Calvi y cantón de L'Île-Rousse.
Está integrada en la Communauté de communes de Calvi Balagne. Está clasificada como una de les plus beaux villages de France.

## Geografía e Historia
Aldea establecida en el siglo IX en la cima de una colina, lo que permitía a sus habitantes refugiarse y defenderse de las invasiones musulmanas.
Si por un lado su arquitectura es la de un nido de águila, por otro lado su desarrollo urbano ha progresado en formando capas descendentes, unidas por callejones y calles que forman una espiral descendente.
Su iglesia fue edificada en el siglo XI. Anteriormente, los habitantes descendían a la capilla de Cateri. Por este hecho la capilla fue motivo de una larga discordia entre las dos poblaciones.

## Demografía
| 109                        | 121 | 113 | 79 | 60 | 77 |
| (Fuente: [cita requerida]) |     |     |    |    |    |

(Población sans doubles comptes según la metodología del INSEE).